# Червоні Казарми (Броди)
Че́рвоні Ка́зарми — неофіційна назва південної частини міста Броди на Львівщині, пов'язана з розміщенням на їхній території військових казарм. Колись належала громаді приміського села Старі Броди.

## Історія
У другій половині XIX століття, територія, де у майбутньому мали спорудити «Червоні Казарми», являла собою ділянку в межах підміського села Старі Броди з величезними піщаними пагорбами порослих лісом. Розвиток промисловості у місті дав поштовх до розбудови цього району. Так, неподалік, у посадці «Топольки» 1864 року було збудоване велике лікеро-горілчане підприємство Капелюшів, що 1915 року було зруйноване та пограбоване російськими вояками. До початку першої світової війни на території масиву перебувала австрійська військова кіннота. Можливо, там було й декілька одноповерхових барачного типу  будинків, що використовувалися у якості військових казарм та стаєнь для коней.
У 1920-х роках в місті перебувала польська Кресова бригада кавалерії (за часів польсько-радянської війни — «II самостійна бригада кавалерії «Броди»), а в казармах на Старих Бродах були розташовані 6-й полк кінної артилерії та 13-й дивізіон кінної артилерії цієї бригади. 
У міжвоєнний період, а саме у 1932—1933 роках, розпочинається забудова сучасних Червоних казарм, зокрема збудовані приміщення казарми. Для чого використано червону цеглу, яку виготовляли зі спеціальної глини привезеної з-за кордону. При побудові до цементного розчину, що скріплював цеглу, додавали яєчні жовтки, для міцності стін споруди, а дах був перекритий очеретом. Пізніше, були споруджені й інші будівлі комплексу казарм, зокрема, конюшня, господарські та інші будівлі. Завдяки кольору комплексу військових будівель цей район Старих Бродів отримав назву — «Червоні Казарми». У другій половині 1930-х років тут базувався польський 13-й дивізіон кінної артилерії.
24 серпня 1939 року був підписаний славнозвісний договір про ненапад між Німеччиною та Радянським Союзом (Пакт Молотова — Ріббентропа), який гарантував нейтралітет Радянського Союзу в конфлікті Третього Рейху з Польщею та країнами Заходу, та давав можливість повернення Радянським Союзом втрачених Росією в Першій світовій війні територій. Німеччина розпочала польську компанію, а саме вже 1 вересня 1939 року напала на Польщу таким чином розв'язавши другу світову війну. 22 вересня того ж року відбулася зустріч двох армій поки ще союзних держав, а ось Польща як держава припинила своє існування. Відповідно до умов таємного протоколу німецькі окупаційні війська відійшли за Сян та Західний Буг, а на території східної Галичини, у тому числі й на території колишнього Тернопільського воєводства, куди входили й Броди, була встановлена радянська влада. Так, під час нетривалого перебування перших Совітів у Бродах, «Червоні Казарми» використовувалися як табір для полонених поляків. Беручи до уваги ступінь та характер руйнувань комплексу військових будівель, то можна припустити, що під час німецької окупації 1941—1944 років тут дислокувався якийсь підрозділ чи військова частина окупаційних військ.
Після закінчення другої світової війни розпочався радянський період розвитку масиву Червоні Казарми. Спочатку були відновлені перекриття дахів та споруджено декілька нових будівель, а вже у липні 1945 року в Броди передислоковано 807-й штурмовий авіаційний Севастопольський полк 206-ї штурмової авіаційної Мелітопольської дивізії 7-го штурмового авіаційного корпусу 14-ї повітряної армії. Штаб військового формування містився в п-подібному будинку, що знаходився на ділянці у центральній частині Бродів, обмежену сучасними вулицями Просвіти, Січових Стрільців, Коцюбинського та майданом Свободи, а казарма — у приміщенні колишньої бурси імені Маркіяна Шашкевича, що знаходилася на Валах Вольності, 8 (нині — Бродівська СЗОШ № 2 на вул. Коцюбинського, 8). Пізніше у будівлі штабу містився гуртожиток для сімей льотного складу та їдальня авіаційного полку. Нині цієї будівлі не існує, а на її місці знаходиться ринок. Полковий аеродром знаходився на полі за бродівської СШ № 2, що поблизу села Дітківці. Наприкінці 1950-х років полк передислокувався у військове містечко на Червоних казармах, аеродром перенесли на територію недалеко від села Клекотова, а приміщення казарми у 1958 році передали Бродівській загальноосвітній трудовій політехнічній школі № 2, у якому після ремонту стали навчатися учні початкових класів цієї школи.
У червня 1961 році відбулася заміна штурмових літаків на вертольоти та формування і створення 55-го окремого вертолітного Севастопольського полку 57-ї повітряної армії Прикарпатського військового округу. У січні 1968 року 55-й ОВП входить до складу 68-го окремого бойового вертолітного полку передислокований на аеродром у місті Налайх з метою вирішення бойових задач у МНР. До грудня 1979 року особовий склад полку перебував на Червоних казармах. Упродовж грудня 1979 — січня 1980 років, після включення полку до складу 4-ї повітряної армії Північної групи військ, перебазовується до польського міста Бжеґ. Протягом 1981 року на основі директив ГШ ЗС СРСР від 17 травня 1981 року та командувача Прикарпатського військового округу від 30 травня 1981 року на базі військового містечка Червоні Казарми був сформований 119-й окремий бойовий вертолітний полк Прикарпатського військового округу з базуванням на аеродромі міста [Броди]], а 6 серпня того ж року вертольоти полку виконали перші польоти. Особовий склад полку упродовж 1983—1988 років брав активну участь у бойових діях у афганській війні. 
У 1992 році полк увійшов до складу Збройних Сил України. 1 листопада 1995 року на підставі Директиви Міністра оборони України № 185/065 від 15 лютого 1995 року сформовано 3 бригаду армійської авіації (бойову) 38 АК. 26 квітня 2005 року 3-й окремий полк армійської авіації перепідпорядковується командуванню 8 АК. Нині на території казарм розташована 16-та окрема бригада армійської авіації, підпорядкована безпосередньо командуванню Сухопутних військ ЗС України.

## Забудова
Після передислокації 807-го ШАПу у 1945 році до Бродів повстала проблема з розквартируванням його особового складу на території міста. На початках військовики мешкали у міських готелях, дехто в п-подібному будинку у біля міського парку. 
Будівництво перших житлових будинків на території прилеглій до Червоних Казарм розпочалося лише наприкінці 1950-х років. Перша черга будівництва, що складалася з 16 одноповерхових будинків барачного типу, розрахованих на 4 сім'ї, протягом 1957—1958 років була здана в експлуатацію. У 1971 році поруч з військовою частиною був збудований гуртожиток для офіцерського складу цього військового формування. Протягом 1972—1982 років військові будівельні бригади споруджують перших вісім панельних п'ятиповерхівок, розрахованих на 60 квартир кожна та один двоповерховий — на 8 квартир. Фундамент під будівництво дев'ятого багатоквартирного будинку закладено у 1990 році, але через розпад СРСР він опинився в статусі довгобуду та був зданий в експлуатацію лише у 2008 році і це був перший будинок у Бродах для військовослужбовців, збудований за часів незалежної України.
1974 року колишнє приміське село Старі Броди увійшло до складу Бродів, а разом із ними й Червоні Казарми. До 1980-х років цей масив називали «Військове містечко Червоні Казарми», а у 1986 році було закладено вулицю та названо її на честь Григорія Храпая — радянського військового льотчика, який одним з перших здійснив таран по наземній цілі у перші дні німецько-радянської війни. 24 червня 1986 року, з нагоди 45-ї річниці від дня здійснення тарану наземної цілі екіпажем літака Г. Храпая та їх трагічної загибелі, відбулося урочисте відкриття пам'ятної таблиці, встановленої на фасаді будинку на вулиці Храпая, 6.
5 травня 2015 року на території 16-ї ОБрАА, що на «Червоних Казармах» відбулося відкриття та освячення пам'ятної стели Алеї Слави військових льотчиків, які загинули на Донбасі, захищаючи незалежність та територіальну цілісність України.

## Релігійне життя
На території житлового масиву «Червоні Казарми» функціонує дві церкви. 
Громада УГКЦ офіційно зареєстрована 7 липня 1995 року. Парафіяни власного храму не мали і тому тривалий час відвідували церкву Собору Пресвятої Богородиці та Святої Теклі, що на Старих Бродах. 2004 року громада звернулася до Міністерства оборони України з проханням виділення землі під будівництво свого храму. На початку 2005 року поблизу військової частини була виділена земельна ділянка під майбутній храм й туди була перенесена тимчасова капличка, що на початку 1990-х років виконувала функцію церкви на Старих Бродах. 6 листопада 2005 року єпископ Сокальський Михайло Колтун здійснив чин освячення каплиці на честь Пресвятої Богородиці Владичиці України. Парохом церкви є отець Богдан Вихор. При церкві діють «Молитовне братство святої Вервиці», «Харитативне братство», «Хлопці Вівтарної дружини». 
Громада УПЦ КП на Червоних Казармах зародилась на початку 2000-х років і так, як й греко-католики прагнули мати свій храм. 2003 року громада звернулася до міської влади з проханням виділення землі під будівництво свого храму. У 2009 році протоієрей Степан Шира (пізніше — парох цього храму) освятив хрест на місці будівництва майбутньої церкви, що у посадці Топольки (лісопарк «Зелений Гай»), а 2010 року нарешті отримала земельну ділянку при вул. Львівській та дозвіл на будівництво храму. Спочатку була споруджена тимчасова дерев'яна капличка, що була освячена 12 липня 2010 року на честь Святих апостолів Петра і Павла.

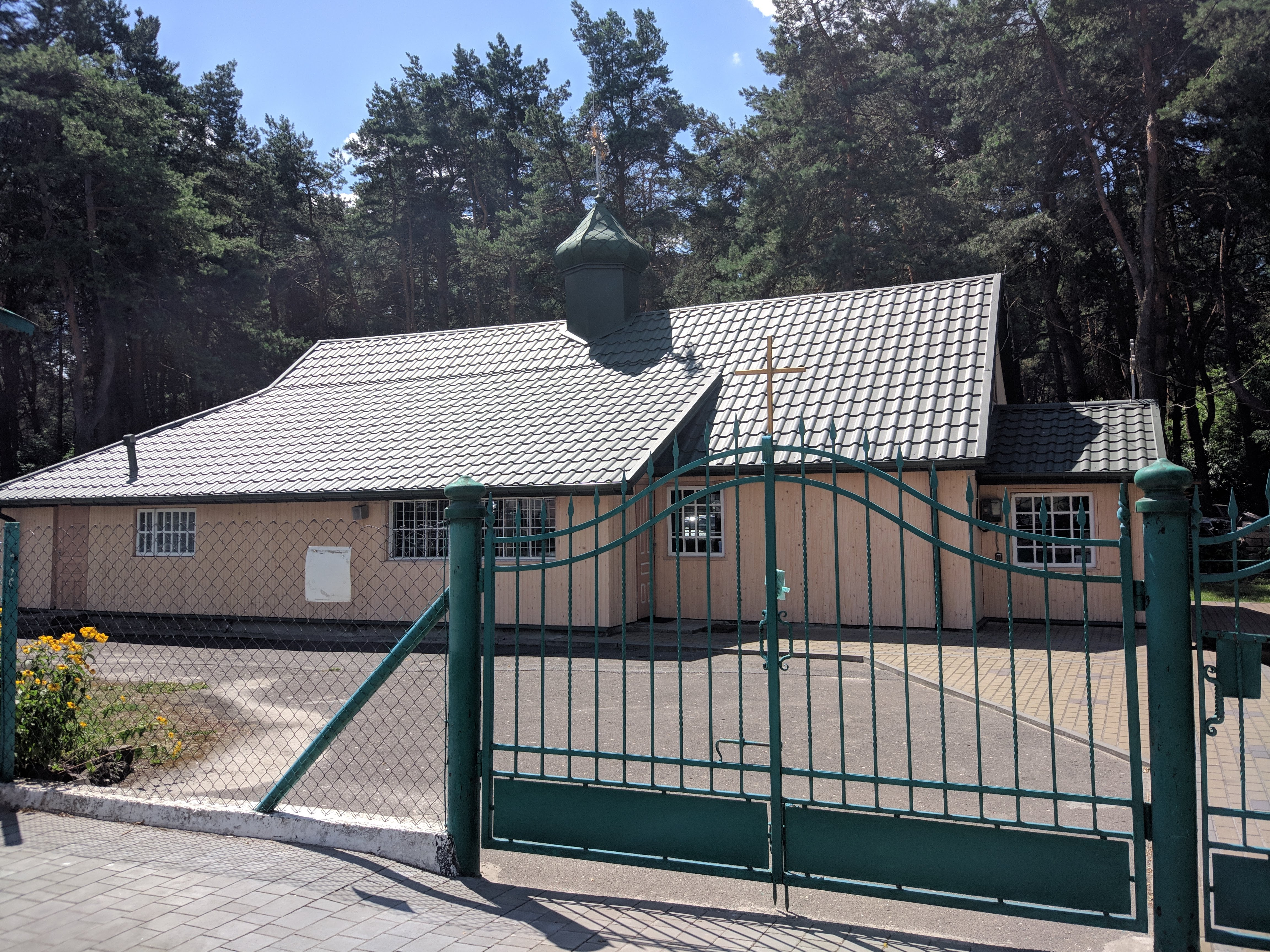
Церква-каплиця Пресвятої Богородиці Владичиці України
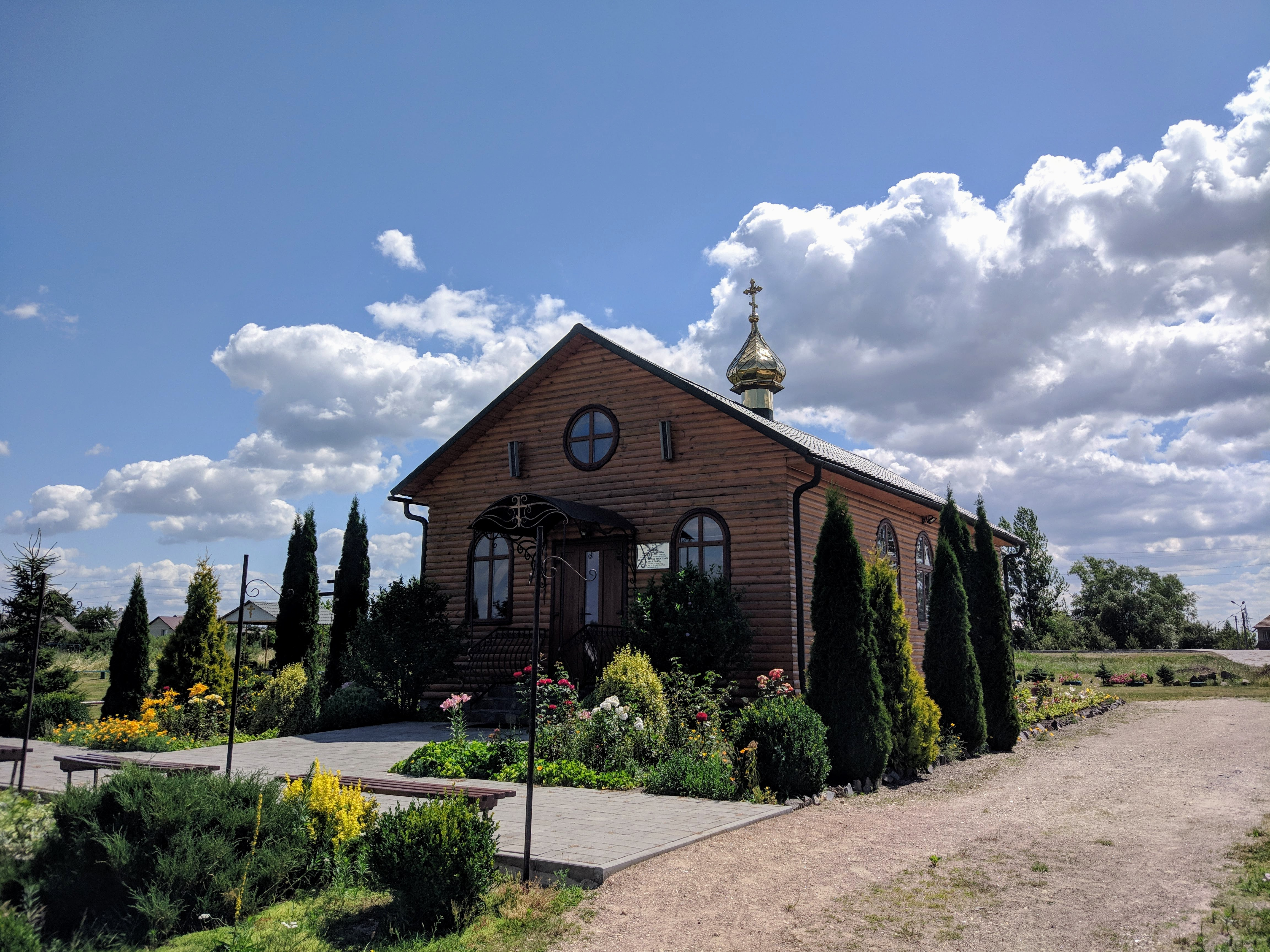
Церква-каплиця Святих Первоверховних апостолів Петра та Павла